# MSTFA
 (octobre 2024).
Le N-Méthyl-N-(triméthylsilyl)trifluoroacétamide, ou MSTFA, est un composé chimique de type amide et acide carboxylique, fréquemment utilisé comme agent de silylation.
Il se présente sous la forme d'un liquide incolore à légèrement jaunâtre, extrêmement réactif avec l'eau. Il est inflammable et toxique.